# Елинор Глин
Елинор Глин (енгл. Elinor Glyn) је била британска књижевница која је углавном писала романтичну фантастику, што је за то време сматрано скандалозним, иако су њена дела по угледу на модерне стандарде релативно старомодна.

## Детињство и младост
Елинор је рођена 17. октобра 1864. на Каналским острвима у месту Џерзи. Била је млађа ћерка Дагласа Сатерланда (1838–1865), грађевинског инжењера шкотског порекла, и његове супруге Елинор Саундерс (1841–1937) из англо-француске породице која се настанила у Канади. За њеног оца се причало да је у роду с лордом Дуфусом.
Породица је седам година живела у Гвелфу у каменој кући која и данас стоји у близини Универзитета. До 1872. њихова се мајка поновно удала и одвела децу у Британију. Њена се мајка 1871. удала за Давида Кенедија, а породица се вратила у Џерзи када је Глин имала око осам година. Њено накнадно образовање у очевој кући били су гувернанте.
У доби од 28 година, Елинор се удала 27. априла 1892. Муж јој је био Клејтон Луис Глин (13. јула 1857. - 10. новембра 1915), богати адвокат из Есекса. Пар је имао две кћери, Маргот и Џулиет. Како је њен муж упао у дугове отприлике 1908, Глин је написала најмање један роман годишње како би одржала свој животни стандард. Муж јој је умро у новембру 1915. године, са 58 година, након вишегодишње болести.

## Каријера
Глин је била пионирка у ризичним, еротичним и романтичним фикцијама које су биле усмерене на женске читаоце, радикална идеја за то време - иако њено писање није скандалозно према модерним стандардима.
Године 1919. потписала је уговор са међународном магазин компанијом William Randolph Hears за приче и чланке који су укључивали клаузулу о правима на филм. Доведена је из Енглеске како би написала сценарије. Писала је за Космополитан и друге наслове за штампу компаније, саветујући жене како да задрже своје мушкарце и пружајући савете за здравље и лепоту.
Из романа из 1927, „То“: „да би имао „То“, срећник мора имати онај чудни магнетизам који привлачи оба пола .... У животињском свету„ То “демонстрира код тигра и мачака - обе животиње су фасцинантне и тајанствена и прилично неупадљива. " Глин је била прослављена ауторка таквих бестселера с почетка 20. века као што је "It", Three Weeks, Beyond the Rocks и других романа који су за то време били поприлично добро прихваћени. Сценарио романа помогао је Глин да стекне популарност као сценариста. Међутим, за пројекат је заслужна само као аутор, адаптатор и копродуцент. Такође је глумила у филму касније.
На основу популарности и славе својих књига, Глин се 1920. године преселила у Холивуд како би радила у филмској индустрији. Била је једна од најпознатијих сценариста жена 1920-их. Имала је до тада 28 прича или сценарија, три продукцијске сарадње и две за режију. Њен први сценарио звао се The Great Moment.

### Серијал Елизабет
1. The Visits of Elizabeth (1900)
2. Elizabeth Visits America (1909)

### СеријалThree Weeks
1. Three Weeks (1907)
2. One Day (1909) (unauthorized sequel by an anonymous author)
3. High Noon (1910) (unauthorized sequel by an anonymous author)

### СеријалThe Price of Things
1. The Price of Things (1919)
2. Glorious Flames (1932)

### Романи
- The Reflections of Ambrosine (1902)
- The Damsel and the Sage (1903)
- The Vicissitudes of Evangeline (1905)
- Beyond the Rocks (1906)
- When the Hour Came (1910) (His Hour)
- The Reason Why (1911)
- Halcyone (1912) a.k.a. Love Itself
- The Sequence (1913) a.k.a. Guinevere's Lover
- The Point of View (1913)
- The Man and the Moment (1914)
- Letters to Caroline (1914) a.k.a. Your Affectionate Godmother
- The Career of Katherine Bush (1916)
- Man and Maid (1922)
- The Great Moment (1923)
- Six Days (1924)
- Love's Blindness (1926)
- Knowing Men (1930)
- The Flirt and the Flapper (1930)
- Love's Hour (1932)
- Sooner or Later (1933)
- Did She? (1934)
- The Third Eye (1940)

### Приче
- The Contrast and Other Stories (1913)
- "It" and Other Stories (1927)
- Saint or Satyr? and Other Stories (1933) as Such Men Are Dangerous

### Проза
- The Sayings of Grandmamma and Others (1908)
- Three Things (1915)
- Destruction (1918)
- The Elinor Glyn System of Writing (1922)
- The Philosophy of Love (1923), a.k.a. Love – what I think of It
- Letters from Spain (1924)
- This Passion Called Love (1925)
- The Wrinkle Book, Or, How to Keep Looking Young (1927)
- The Flirt and the Flapper (1930)
- Romantic Adventure. Being the Autobiography of Elinor Glyn (1936)